# بالاتر از سطح دریای آزاد

هیستوگرام ارتفاع زمین. بلندترین نقطهٔ مسکونی زمین ۵٬۱۰۰ متر بالاتر از سطح دریا و پایین‌ترین آن، ۴۱۸ متر پایین‌تر از سطح دریاست.

بالاتر از سطح دریای آزاد یا ارتفاع از سطح دریای آزاد یا بالاتر از سطح آب‌های آزاد یا ارتفاع از سطح دریا (به انگلیسی: AMSL: above mean sea level) عبارتی است که به میزان ارتفاع یک عارضه یا نقطه در خشکی یا هوا از سطح آب‌های آزاد اشاره دارد.
این اصطلاح در دانش‌های جوّی، هوانوردی، ارتباطات از راه دور و در تابش‌های رادیویی برای تخمین سطح پوشش امواج مورد استفاده قرار می‌گیرد. از ویژگی‌های ارتفاع از سطح دریا می‌توان:
1. هر ۱۰۰۰ متر افزایش ارتفاع، ۶/۱ درجه کاهش دما
2. هر ۳۰۰ متر افزایش ارتفاع، اشعهٔ ماوراء بنفش خورشید، ۴٪ افزایش می‌یابد.

تعیین آنچه که در واقع به منزلهٔ سطح متوسط دریا است در طول زمان ممکن است با پارامترهای دیگر، مانند تأثیر تاریخ آب و هوایی و تغییر آب و هوا تعیین شود و ممکن است که؛ در گذشته یا در آینده، و همچنین، از آنچه که اندازه‌گیری‌های ثبت‌شده از ارتفاع سطح دریا نشان می‌دهند؛ (سابقهٔ تاریخی) و بلندی‌های مستند شده از یک مکان و در یک لحظه معین با اندازهٔ کنونی متفاوت باشد.

## کاربرد
متر بالاتر از سطح دریا، اندازه‌گیری استاندارد فرازا و ارتفاع از سطح دریا است مانند اندازه‌گیری:
- یک موقعیت جغرافیایی مانند یک شهر، کوه، یا نقطه عطفی دیگر.
- ارتفاع از بالای یک سازهٔ ساختمانی یا ساختاری دیگر.
- یا ارتفاع یک هواپیما یا دیگر شیء در پرواز.

## چگونه
فراز یا ارتفاع متر بالاتر از سطح دریا از هر مکان، شی، یا نقطه را می‌توان از راه‌های مختلفی تعیین کرد.
رایج‌ترین روش‌ها استفاده از:
- سامانه موقعیت‌یاب جهانی (GPS) که زاویهٔ موقعیت خود را در سنجش با ماهواره‌های چندگانه تنظیم می‌کند.
- ارتفاع سنج، که به‌طور معمول با اندازه‌گیری فشار اتمسفر، که با افزایش ارتفاع کاهش می‌یابد.
- یک نقشهٔ توپوگرافی یا دیجیتال بر روی نقشهٔ رقومی ارتفاع، که ارتفاعات توسط عکس‌برداری هوایی یا نقشه‌برداری، تعیین شده است.

اندازه‌گیری دقیق از سطح تاریخی دریا کار پیچیده‌ای است. فرونشست زمین (که به‌طور طبیعی در برخی از جزیره‌ها رخ می‌دهد) می‌تواند ظاهراً افزایش سطح دریا در طول زمان را نشان دهد. از سوی دیگر، نشانه‌گذاری‌ها بر روی تودهٔ زمین‌هایی که به دلیل فرایندهای زمین‌شناسی مانند بالاآمدگی زمین‌ساختی و دیگر پیش‌آمدها پدید آمده‌اند می‌تواند ظاهر کاهش تراز آب دریا را داشته باشد.

## سیستم‌های اندازه‌گیری دیگر
فوت بالاتر از سطح دریا رایج‌ترین گزینهٔ دیگر غیر متری از سطح دریا به ویژه در سیستم اندازه‌گیری آمریکایی است.